# Andrew Robertson (voetballer)
Andrew (Andy) Henry Robertson (Glasgow, 11 maart 1994) is een Schots voetballer die bij voorkeur als linksback speelt. Hij verruilde Hull City in juli 2017 voor Liverpool, dat circa €9 miljoen voor hem betaalde. Robertson debuteerde in 2014 in het Schots voetbalelftal.

## Clubcarrière

### Jeugd
Robertson speelde in de jeugd bij Celtic en Queen's Park, waarvoor hij in 2012 debuteerde in het eerste elftal. Een jaar later vertrok hij naar Dundee United.

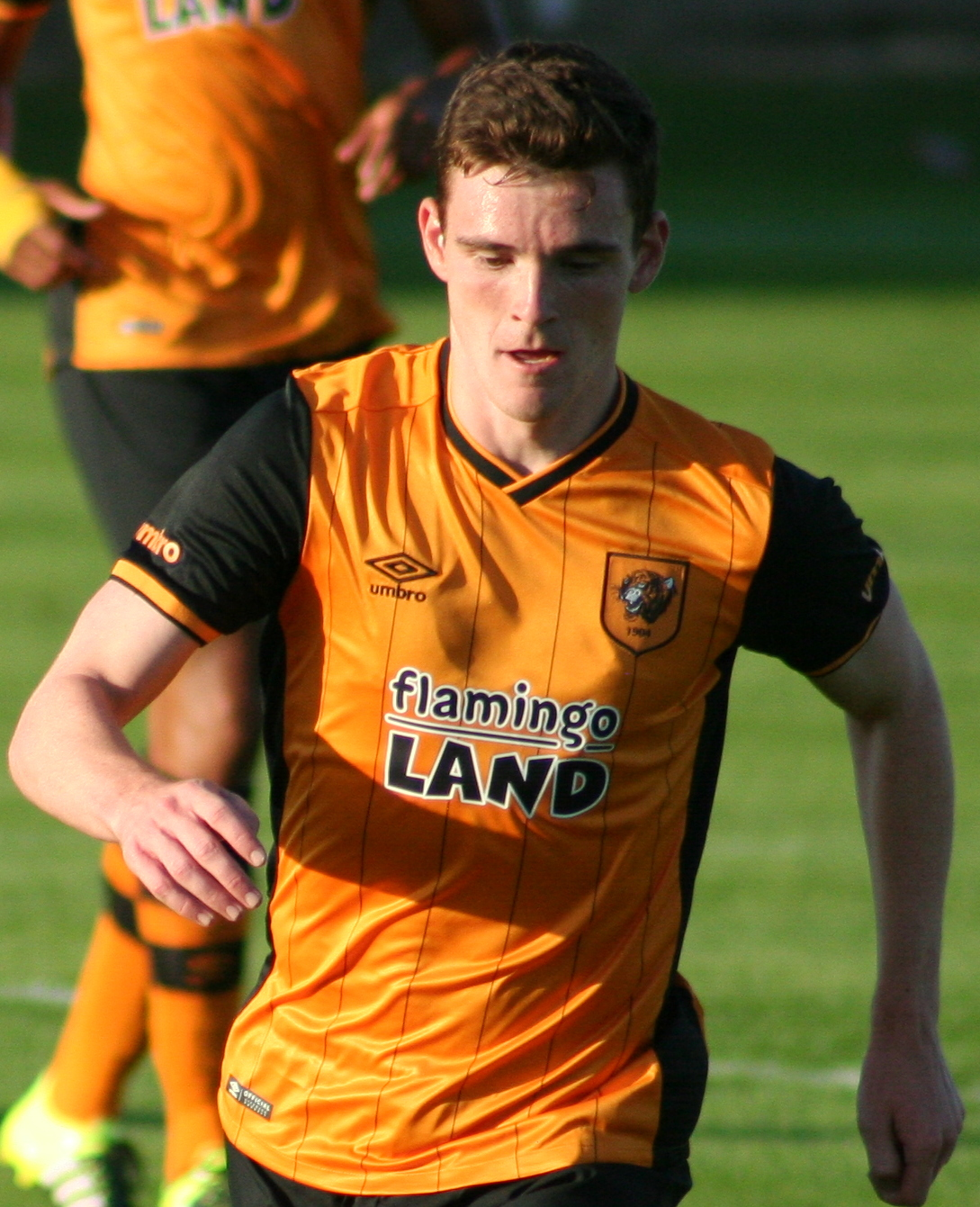
Robertson als speler van Hull City in 2015

### Hull City
Dundee United verkocht hem na één seizoen aan Hull City, dat een bedrag om en bij de 3,6 miljoen euro op tafel legde voor de linksachter. Robertson tekende een driejarig contract bij The Tigers met optie op een seizoen extra. Hij maakte op 16 augustus 2014 zijn debuut in de Premier League, op de openingsspeeldag van het seizoen 2014/15 tegen Queens Park Rangers. Op het eind van het seizoen had Robertson 24 wedstrijden achter zijn naam staan, allemaal voor de Premier League. Hij kon Hull City echter niet aan handhaving helpen, en de club degradeerde naar de Championship.
Het seizoen daarop promoveerde de club weer naar de hoogste divisie nadat de play-off finale voor promotie gewonnen werd van Sheffield Wednesday. Robertson scoorde in de heenwedstrijd in de halve finale tegen Derby County. Eerder dat seizoen scoorde hij al onder andere in het EFL Cup-duel tegen Manchester City, maar werd Hull City wel uitgeschakeld. In de Premier League werd het geen succes en daalde ze gelijk weer af naar de Championship.

### Liverpool
Op 21 juli 2017 tekende Robertson een contract voor elf miljoen euro bij Liverpool. Hij debuteerde voor die ploeg op 19 augustus 2017 in het Premier League-duel met Crystal Palace. Door een blessure van Alberto Moreno in december kreeg de Schot vaker een kans om te spelen, vervolgens zou hij in de tweede seizoenshelft de meeste wedstrijden spelen. Robertson maakte zijn Europese debuut op 14 februari 2018, in de achtste finale van de Champions League tegen FC Porto. Liverpool zou dat seizoen de finale behalen van dat toernooi. Tegen Real Madrid werd er uiteindelijk verloren, Robertson deed de hele wedstrijd mee. Op 13 mei scoorde Robertson voor het eerst voor Liverpool, de laatste competitiedag tegen Brighton & Hove Albion. 
In zijn tweede seizoen bij Liverpool was Robertson onbetwist basisspeler. Hij gaf elf assists in de competitie en werd opgenomen in het Premier League Team of the Year voor het seizoen 2018/19, samen met teamgenoten Trent Alexander-Arnold, Virgil van Dijk en Sadio Mané. Robertson speelde negentig minuten in de Champions League-finale tegen Tottenham Hotspur op 1 juni 2019, die Liverpool met 2-0 won. 
Op 2 oktober 2019 scoorde Robertson in de 4-3 overwinning tegen Red Bull Salzburg zijn eerste Europese goal voor Liverpool. Dat seizoen kwam hij tot twee goals en twaalf assists in de Premier League, die Liverpool voor het eerst sinds 1990 zou winnen. Net als vorig jaar zat Robertson samen met Alexander-Arnold, Van Dijk en Mané in het Team of the Season, ditmaal vergezeld door Jordan Henderson. 
In het seizoen 2021/22 was Robertson goed voor drie goals en vijftien assists in alle competities en bereikte hij voor de derde keer de Champions League-finale, die opnieuw verloren ging aan Real Madrid. Wel won Liverpool beide Engelse bekers, door in beide finales Chelsea op strafschoppen te verslaan. 
Het seizoen erop werd Robertson de verdediger met de meeste assists in de geschiedenis van de Premier League. Op 4 februari 2023 was Robertson bij afwezigheid van Jordan Henderson en James Milner voor het eerst aanvoerder van Liverpool. Op 16 september droeg Robertson tegen Wolverhampton Wanderers de aanvoerdersband, ditmaal bij afwezigheid van Virgil van Dijk en Trent Alexander-Arnold. Dit was zijn 200'ste Premier League-wedstrijd voor Liverpool en daarmee maakte hij in een 3-1 comeback een belangrijke goal, zijn negende van de wedstrijd. Op 25 februari 2024 startte Robertson in de basis in de gewonnen EFL Cup-finale tegen Chelsea.

## Clubstatistieken
| Seizoen                      | Club          | Competitie     | Competitie | Competitie | Competitie | Beker | Beker | Beker | Internationaal | Internationaal | Internationaal | Totaal | Totaal | Totaal |
| Seizoen                      | Club          | Competitie     | Wed.       | Dlp.       | Ass.       | Wed.  | Dlp.  | Ass.  | Wed.           | Dlp.           | Ass.           | Wed.   | Dlp.   | Ass.   |
| ---------------------------- | ------------- | -------------- | ---------- | ---------- | ---------- | ----- | ----- | ----- | -------------- | -------------- | -------------- | ------ | ------ | ------ |
| 2012/13                      | Queen's Park  | Third Division | 36         | 2          | 3          | 7     | 0     | 0     | —              | —              | —              | 43     | 2      | 3      |
| 2013/14                      | Dundee United | Premiership    | 36         | 3          | 6          | 8     | 2     | 0     | —              | —              | —              | 44     | 5      | 6      |
| 2014/15                      | Hull City     | Premier League | 24         | 0          | 2          | 0     | 0     | 0     | —              | —              | —              | 24     | 0      | 2      |
| 2015/16                      | Hull City     | Championship   | 45         | 3          | 5          | 7     | 1     | 0     | 0              | 0              | 0              | 52     | 4      | 5      |
| 2016/17                      | Hull City     | Premier League | 33         | 1          | 2          | 6     | 0     | 1     | 0              | 0              | 0              | 39     | 1      | 3      |
| 2017/18                      | Liverpool     | Premier League | 22         | 1          | 5          | 2     | 0     | 0     | 6              | 0              | 0              | 30     | 1      | 5      |
| 2018/19                      | Liverpool     | Premier League | 36         | 0          | 11         | 0     | 0     | 0     | 12             | 0              | 2              | 48     | 0      | 13     |
| 2019/20                      | Liverpool     | Premier League | 36         | 2          | 12         | 2     | 0     | 0     | 11             | 1              | 0              | 49     | 3      | 12     |
| 2020/21                      | Liverpool     | Premier League | 38         | 1          | 7          | 2     | 0     | 0     | 9              | 0              | 0              | 49     | 1      | 7      |
| 2021/22                      | Liverpool     | Premier League | 29         | 3          | 10         | 8     | 0     | 2     | 10             | 0              | 3              | 47     | 3      | 15     |
| 2022/23                      | Liverpool     | Premier League | 34         | 0          | 8          | 4     | 0     | 1     | 5              | 0              | 2              | 43     | 0      | 11     |
| 2023/24                      | Liverpool     | Premier League | 23         | 3          | 2          | 3     | 0     | 0     | 4              | 0              | 0              | 30     | 3      | 2      |
| Totaal                       | Totaal        | Totaal         | 392        | 19         | 73         | 51    | 3     | 4     | 57             | 1              | 7              | 498    | 23     | 94     |
| Bijgewerkt tot 26 juni 2024. |               |                |            |            |            |       |       |       |                |                |                |        |        |        |

## Interlandcarrière
Robertson werd in maart 2014 opgeroepen voor een oefeninterland tussen Schotland en Polen. Hij mocht in de tweede helft invallen en maakte zo zijn debuut voor de Schotten, die met 0–1 wonnen in Warschau. Op 18 november 2014 scoorde Robertson zijn eerste doelpunt voor het nationale team in een vriendschappelijk duel tegen Engeland. In de wedstrijd tegen België, opnieuw vriendschappelijk, op 7 september 2018, speelde Robertson voor het eerst met de aanvoerdersband voor zijn land. Hij werd op 7 juni 2024 door bondscoach Steve Clarke opgenomen in de Schotse selectie voor het EK 2024 in Duitsland. Schotland werd in de groepsfase uitgeschakeld na nederlagen tegen Duitsland (5–1) en Hongarije (0–1) en een gelijkspel tegen Zwitserland (1–1). Robertson kwam iedere wedstrijd in actie als aanvoerder.

## Erelijst als speler
| Competitie            |           |                    |
| Competitie            | Aantal    | Jaren              |
| Liverpool             | Liverpool | Liverpool          |
| --------------------- | --------- | ------------------ |
| UEFA Champions League | 1×        | 2018/19            |
| UEFA Super Cup        | 1×        | 2019               |
| FIFA Club World Cup   | 1×        | 2019               |
| Premier League        | 1×        | 2019/20, 2024/2025 |
| EFL Cup               | 2×        | 2021/22, 2023/24   |
| FA Cup                | 1×        | 2021/22            |
| FA Community Shield   | 1×        | 2022               |